# Shenyang J-15
Шэньян J-15 (кит. трад. 殲撃十五型, упр. 歼撃十五型, пиньинь Jiān jī shí wǔ xíng, палл. Цзянь цзи ши у син или 歼-15, Jiān-15, J-15, буквально Истребитель модель 15) — китайский палубный истребитель, разработанный Shenyang Aircraft Corporation и Институтом 601. Изначально предполагалось, что он будет выполнен по стелс-технологии, но позже выяснилось, что планер самолёта базируется на прототипе Су-33 с модернизированным китайским радаром и вооружением. Прототип Су-33 (опытный советский самолёт Т10К-7) был куплен Китаем у Украины, и был основательно изучен.

## Разработка
После запуска в серийное производство истребителей J-11, являющихся копиями российских Су-27, в конце 90-х представители Китая обращались к властям России по поводу покупки 50 истребителей Су-33, однако в ходе переговоров это количество было уменьшено до 2-х машин, после чего российская сторона прекратила переговоры, посчитав подобную сделку утечкой технологий, как это уже было с самолётом J-11.
В 2001 году Китай купил у Украины Т-10К, один из первых прототипов Су-33, а в начале июня 2010 года было объявлено, что Китай завершил создание первого прототипа нового палубного истребителя. Столь длительная задержка была вызвана проблемой, связанной с технологией функционирования складывающегося крыла палубных истребителей. Однако, некоторые китайские СМИ со ссылкой на представителей компании-разработчика отметили, что J-15 не является копией Су-33 (обосновав это устареванием авионики, датчиков и ракет оригинала), а представляет собой усовершенствованный проект J-11B (копия Су-27), получивший, в частности, переднее цельноповоротное горизонтальное оперение.
По данным китайского издания Global Times, первый полёт J-15 состоялся 31 августа 2009 года. В июле 2010 года появилось видео летных испытаний самолёта.
25 апреля 2011 года на китайских форумах появились первые фотографии нового самолёта. На следующий день фотографии обнародовали и официальные китайские СМИ. На снимках видно, что самолёт оснащен складывающимся крылом, укороченной хвостовой балкой и усиленным шасси. Фотографии самолёта были сделаны на площадке Завода № 112 китайского авиастроительного предприятия Shenyang на северо-востоке Китая. Предполагалось, что испытания продлятся ещё несколько лет, а самолёт будет принят на вооружение после 2015 года.
24 ноября 2012 года проведена первая успешная посадка истребителя на палубу авианосца «Ляонин»..

## Модификации

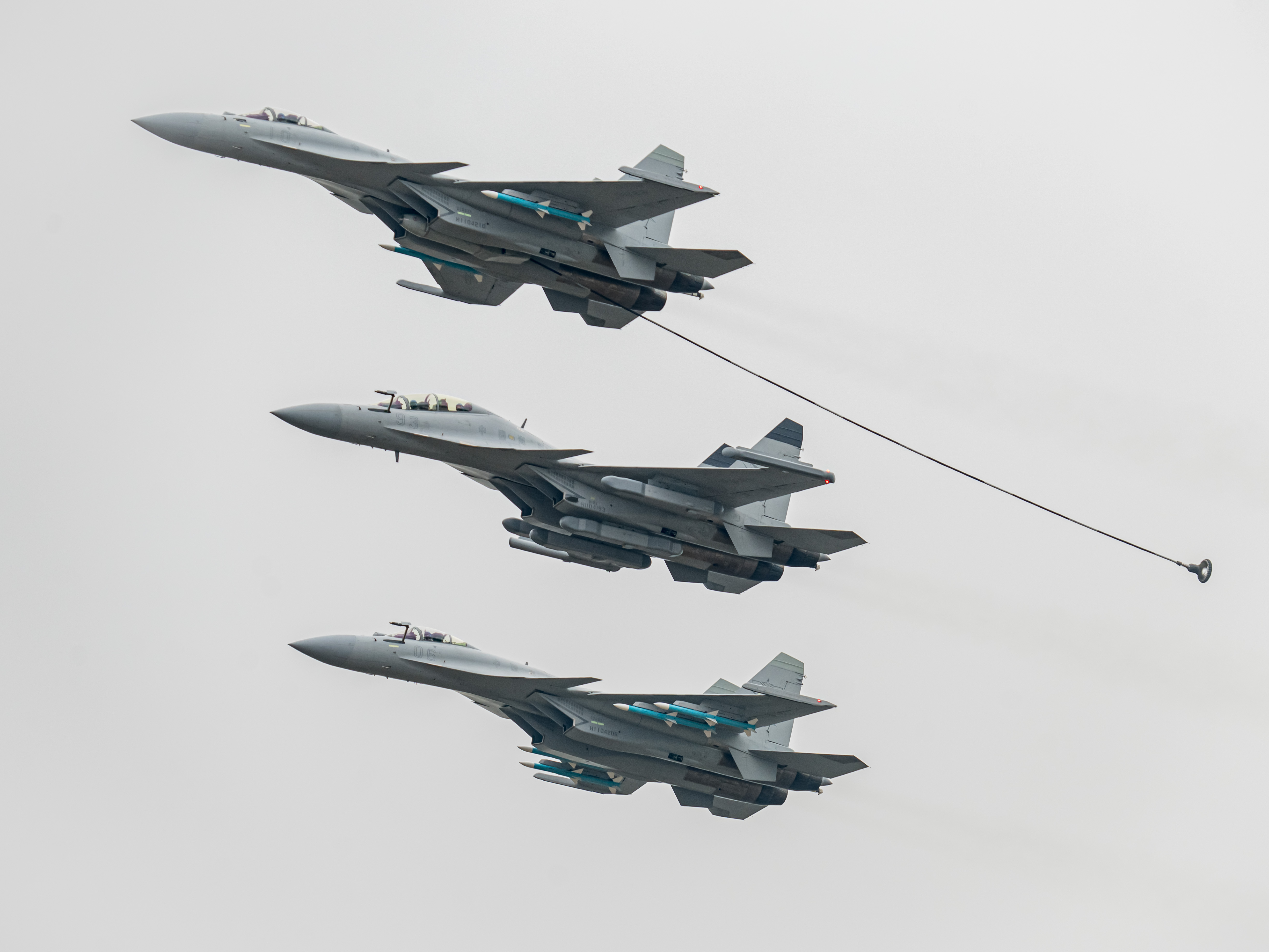
J-15D в центре

В таблице собраны все известные модификации самолёта J-15.
| J-15  |       |
| J-15S | J-15T |
| J-15D | J-15T |

Одноместные самолёты: J-15 и J-15T. Двухместные самолёты: J-15S и J-15D.
J-15 и J-15S взлетают при помощи трамплина. J-15T и J-15D запускаются катапультой и взлетают с трамплина.
J-15S — это учебно-боевой самолёт.
J-15D — самолёт радиоэлектронной борьбы. Поступил на вооружение ВМС НОАК.

### J-15

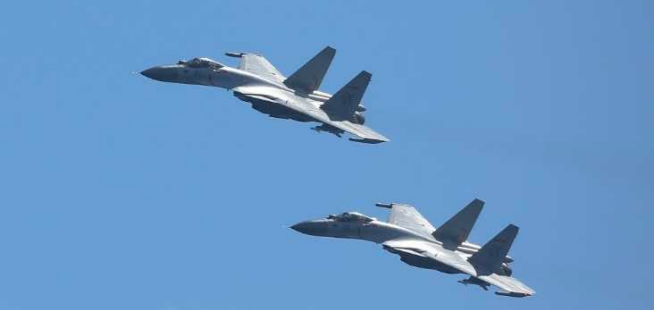
Пара J-15 над Филиппинским морем в декабре 2021 г

J-15 — базовая модификация самолёта. Летательные аппараты данной модификации базируются на авианосцах «Ляонин» и «Шаньдун» по 24 самолёта на каждом. Вопреки расхожему мнению J-15 может взлетать с максимальной массой равной 33 тоннам. Для этого требуется одновременное выполнение двух условий: 1) авианосец должен набрать скорость 28 узлов, 2) истребителю необходимо стартовать от левого дальнего газоотбойника. При малой скорости авианосца или при коротком старте самолёту придётся урезать запас топлива и пожертвовать частью боевой нагрузки.
Далее раскрыты некоторые характеристики J-15:
- Боевой радиус: 1200 км;
- Максимальная боевая нагрузка: 6500 кг;
- Два двигателя АЛ-31Ф;
- РЛС с механически сканируемой решёткой;
- Ракеты воздух-воздух: PL-8 и PL-12;
- Ракеты воздух-поверхность: YJ-91, YJ-83K, KD-88.

### J-15Т

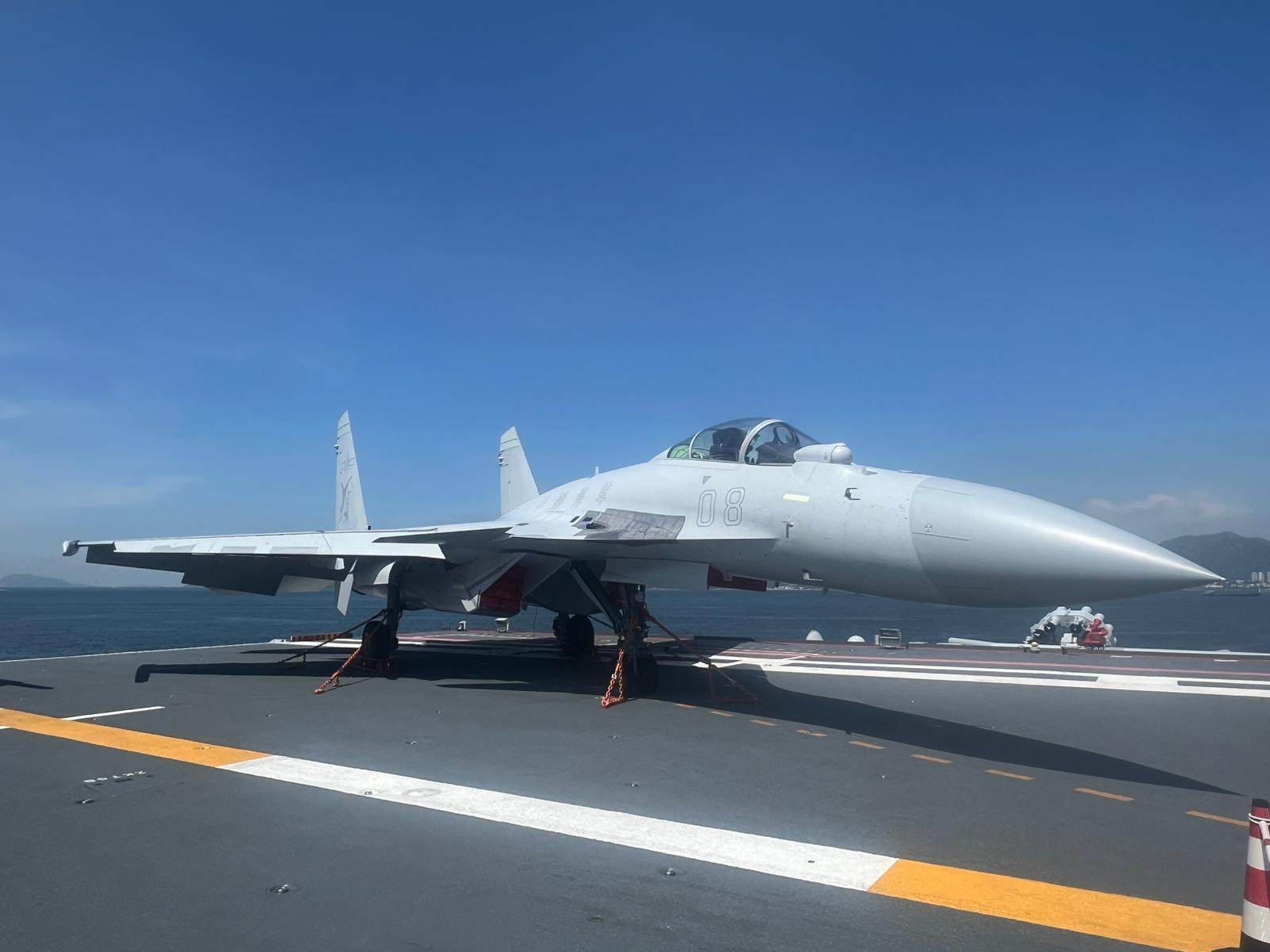
J-15Т на палубе «Шаньдуна»

J-15Т и J-15B — это официальное и ошибочное неофициальное обозначение одной и той же модификации истребителя J-15, оборудованной системой запуска катапультой. Прогнозируется, что J-15T составит основу авиакрыла катапультного авианосца типа 003, на что указывают макеты самолётов, размещённые на палубе бетонной «копии» авианосца в городе Ухань. J-15T будут дополнены некоторым количеством истребителей-невидимок J-35, созданных на базе FC-31.
Эксперты считают, что модификацию J-15T постараются довести по оснащению до уровня истребителя J-16. Новые самолёты получили китайские двигатели семейства WS-10, наклонённую БРЛС, вероятно, с активной ФАР, ракеты воздушного боя PL-10 и PL-15 и новый широкоугольный ИЛС. Китайские двигатели были установлены ещё на прототипе J-15T. Китайские СМИ информируют о том, что теперь вновь производимые J-15 оснащаются двигателями семейства WS-10, надёжность и тяга которых повысились.
В 2021 году появились фотографии новой модификации, по которым определили, что модернизированный самолёт получил РЛС с АФАР и инфракрасный прицельный комплекс неизвестного типа. На законцовках крыльев видны пилоны, предназначенные для ракет PL-10 c инфракрасной головкой самонаведения. Ракеты сопряжены с нашлемной системой целеуказания. Предполагалось, что J-15B смогут действовать не только с катапультных, но и с трамплинных авианосцев, что было продемонстрировано во время совместных учений авианосцев «Ляонин» и «Шаньдун», организованных в 2024 году.

## Аварии и катастрофы
16 августа 2017 года истребитель J-15, пилотируемый заместителем командира 10-го авиационного полка 4-й авиационной дивизии ВМС НОАК старшим полковником Юань Вэем, в ходе тренировочного полета менее чем за минуту после взлета столкнулся со стаей птиц, что стало причиной повреждения и возгорания двигателя на левой стороне. Пилот в соответствии с указаниями командира в командной вышке, а также с помощью сигналов-предупреждений ведомого самолета смог успешно посадить истребитель. Пострадавших нет.
Всего было четыре аварии, две из которых закончились потерями самолётов и одна произошла не по вине человека или техники. Некоторые эксперты убеждены в том, что три чистые аварии являются не признаком общей ненадёжности самолётов, а нормальным явлением и приемлемой ценой за создание палубной авиации с нуля.

## Операторы
Китай Военно-морские силы Китайской Народной Республики : ~60 J-15, не менее 14 J-15T и 2 J-15D.

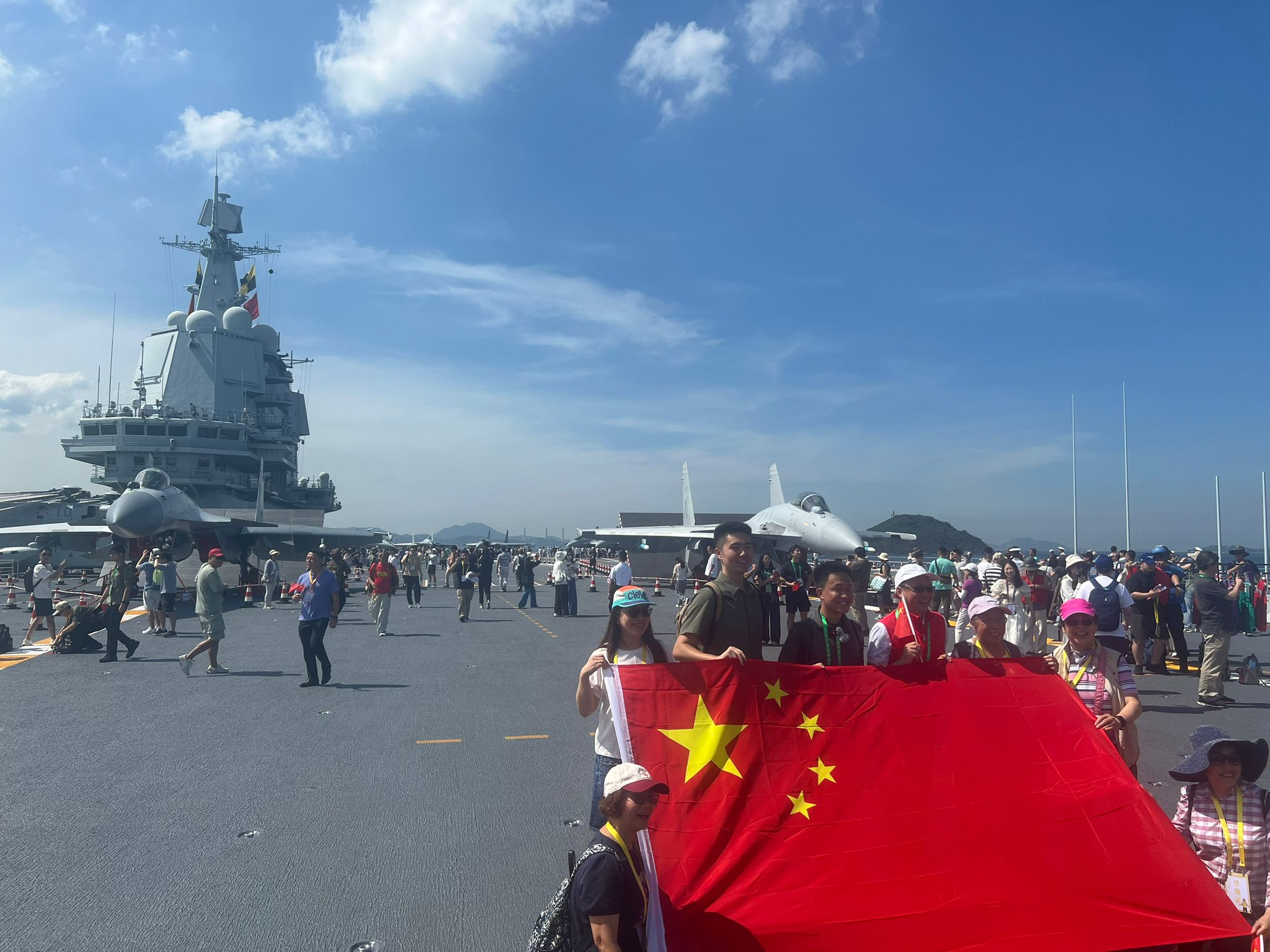
J-15 слева и J-15T справа